# St-Rémi (Marines)

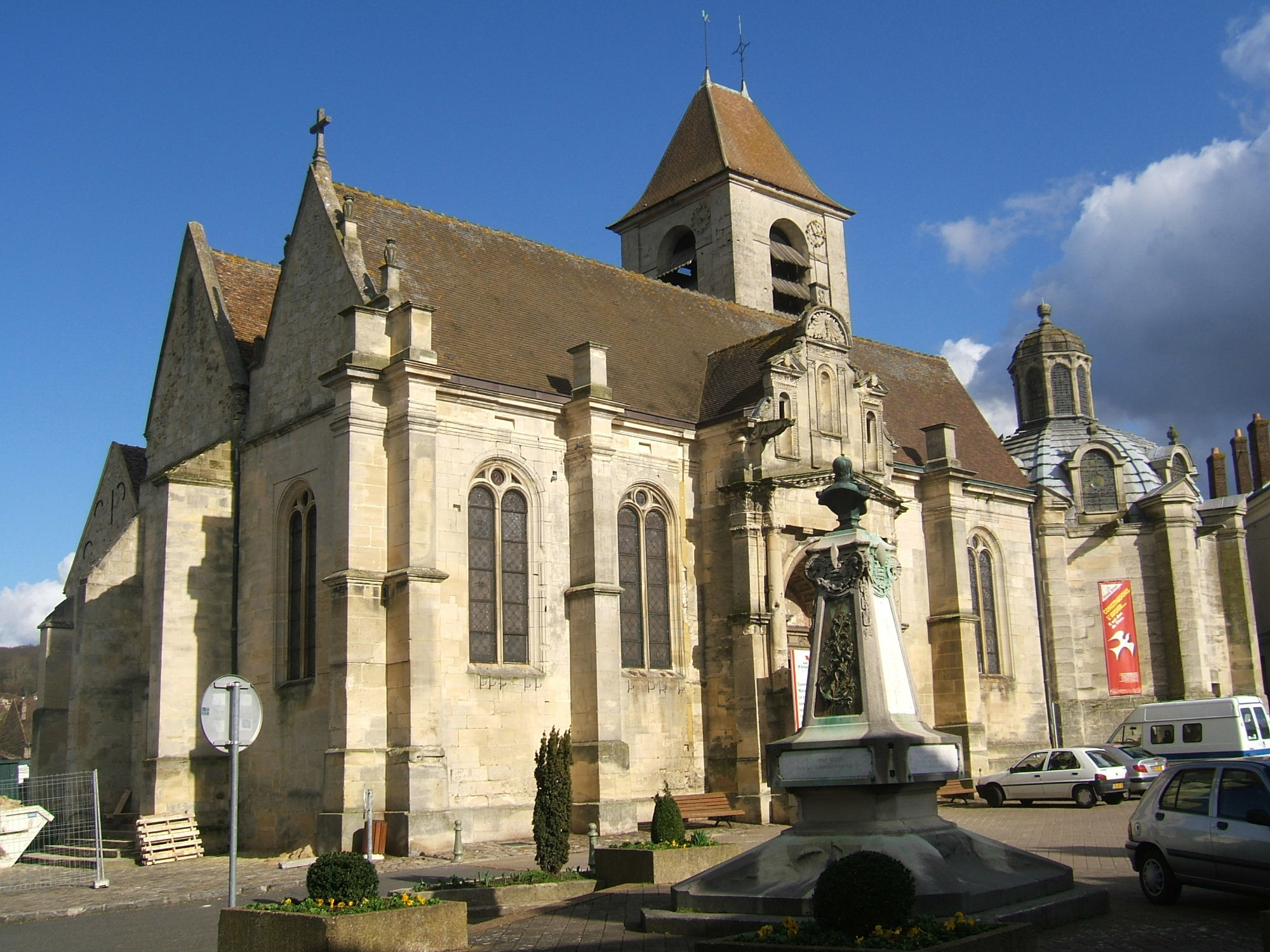
Kirche Saint-Rémi

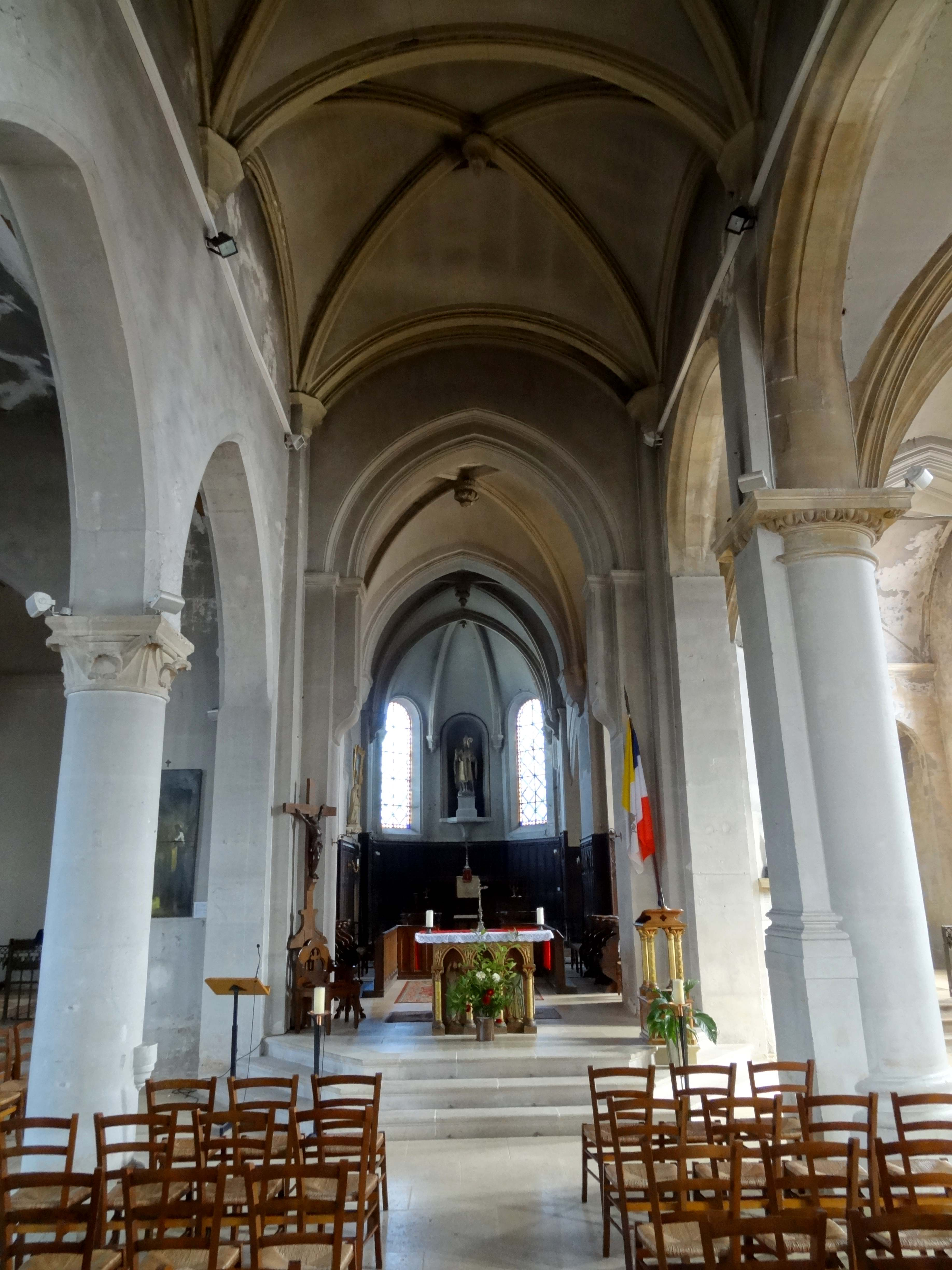
Innenansicht

Die römisch-katholische Kirche St-Rémi in Marines, einer französischen Gemeinde im Département Val-d’Oise in der Region Île-de-France, wurde von 1535 bis 1562 errichtet. Die Kirche an der Place du général Leclerc steht seit 1926 als Monument historique auf der Liste der Baudenkmäler in Frankreich.

## Geschichte
Die dem heiligen Remigius geweihte Kirche wurde von 1535 bis 1562 an der Stelle einer Prioratskirche aus dem 13. Jahrhundert errichtet. Von diesem Vorgängerbau sind nur noch drei Pfeiler mit Kapitellen an der Nordseite des Kirchenschiffs erhalten. Die heutige Kirche wurde im Stil der Spätgotik und der Renaissance errichtet. Im 17. Jahrhundert wurde die Kirche vergrößert.

## Architektur
Die Kirche, nach Plänen des Architekten Nicolas Le Mercier errichtet, besteht aus einem dreijochigen Langhaus, zwei Seitenschiffen, einem Querhaus, einem zweijochigen Chor und einer oktogonalen Kapelle zwischen dem Chor und dem südlichen Querarm. Über der Vierung erhebt sich der Turm, der mit rundbogigen Klangarkaden versehen ist.
Das Hauptportal an der Südseite im Stil der Renaissance besitzt ein Tonnengewölbe mit einer steinernen Kassettendecke. Es ist mit Rosen und Engelsköpfen geschmückt und wird von einem Architrav, der auf schlichten Säulen ruht, gerahmt. Darüber befindet sich ein reich geschmückter Giebel mit drei Nischen.
Die oktogonale Kapelle, ursprünglich dem heiligen Rochus geweiht, wurde 1620 errichtet. Im 19. Jahrhundert wurde sie dem Herz Jesu geweiht. Die Kapelle wird von einer Kuppel überwölbt und von einer Laterne bekrönt. Die Mauern besitzen keine Fenster, das Licht dringt durch acht rundbogige Dachgauben ins Innere. Im Untergeschoss der Kapelle befindet sich eine Krypta, in der sich bis 1793 das Grabmal von Nicolas Brûlart de Sillery, Kanzler von Frankreich, befand.